# Būk Dar
Būk Dar (persiska: بوکه در, Būkeh Dar, بوک در) är en ort i Iran.   Den ligger i provinsen Lorestan, i den centrala delen av landet, 400 km sydväst om huvudstaden Teheran. Būk Dar ligger 995 meter över havet och antalet invånare är 136.
Terrängen runt Būk Dar är kuperad åt nordväst, men åt sydost är den bergig. Būk Dar ligger nere i en dal. Runt Būk Dar är det ganska glesbefolkat, med 29 invånare per kvadratkilometer. Närmaste större samhälle är Darreh Dang, 12,5 km nordost om Būk Dar. Omgivningarna runt Būk Dar är i huvudsak ett öppet busklandskap.